# كين سيلورز
كين سيلورز (بالإنجليزية: Ken Sailors)‏ مواليد 14 يناير 1921 في بوشنيل - الوفاة 30 يناير 2016، كان لاعب كرة سلة أمريكي. بدأ مسيرته الاحترافية في سنة 1946. اعتزل اللعب في 1951.

## المسيرة الاحترافية
لعب مع شيكاغو ستايغس في سنة 1947، ثم لعب مع غولدن ستايت ووريورز في سنة 1947، ثم لعب مع بوسطن سيلتكس في سنة 1950، ثم لعب مع بالتيمور باليتس في سنة 1951.

## روابط خارجية
- كين سيلورز على موقع إن بي أي (الإنجليزية)
- كين سيلورز على موقع سبورتس رفرنس (الإنجليزية)
- كين سيلورز على موقع ريلجم (الإنجليزية)
- كين سيلورز على موقع بروبوليرز (الإنجليزية)
- كين سيلورز على موقع قاعة المشاهير الجامعة الوطنية لكرة السلة (الإنجليزية)